# Talsperre Kwai Noi Bumrung Dan
Die Talsperre Kwai Noi Bumrung Dan ist eine Talsperre mit Wasserkraftwerk im Landkreis Wat Bot, Provinz Phitsanulok, Thailand. Sie staut den Khwae Noi zu einem Stausee auf. 
Die Talsperre dient dem Hochwasserschutz, der Bewässerung und der Stromerzeugung. Mit ihrem Bau wurde 2004 begonnen; sie wurde 2009 fertiggestellt. Die Talsperre ist im Besitz der Electricity Generating Authority of Thailand (EGAT) und wird auch von EGAT betrieben.

## Absperrbauwerk
Das Absperrbauwerk ist ein CFR-Damm mit einer Höhe von 75 m. Die Länge der Dammkrone beträgt 681 m. Rechts vom Hauptdamm liegt ein Nebendamm. Zwischen den beiden Dämmen befindet sich die Hochwasserentlastung.

## Stausee
Beim normalen Stauziel von 130 m über dem Meeresspiegel fasst der Stausee 769 (bzw. 912 oder 939) Mio. m³ Wasser. Das minimale Stauziel beträgt 90 m.

## Kraftwerk
Die installierte Leistung des Kraftwerks beträgt mit zwei Turbinen 30 MW. Die Jahreserzeugung liegt bei 146,6 Mio. kWh. Das Maschinenhaus befindet sich unterhalb des Nebendamms.